# Antoni Esteve i Subirana

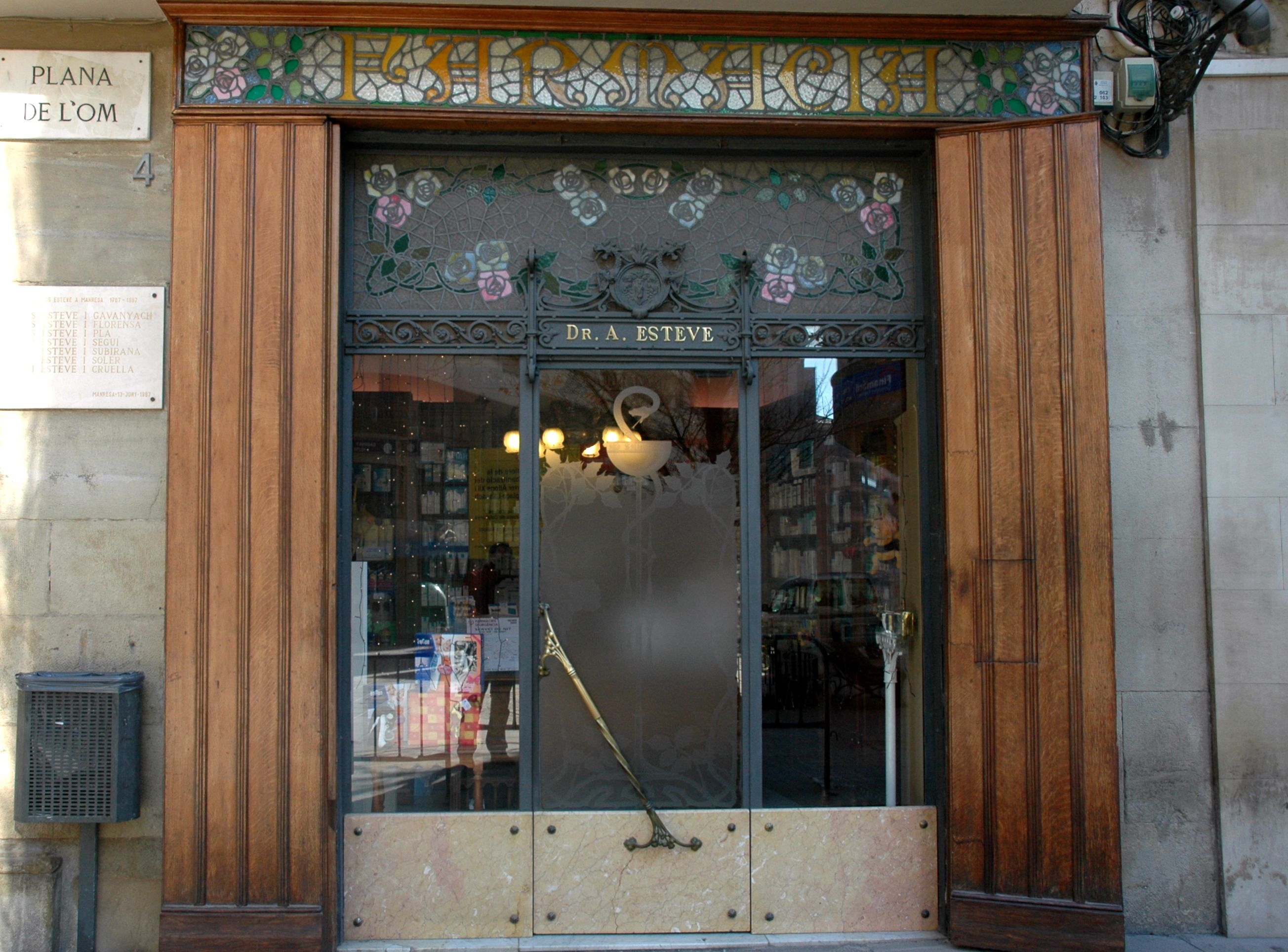
Farmàcia del Dr. Esteve a la Plana de l'Om de Manresa

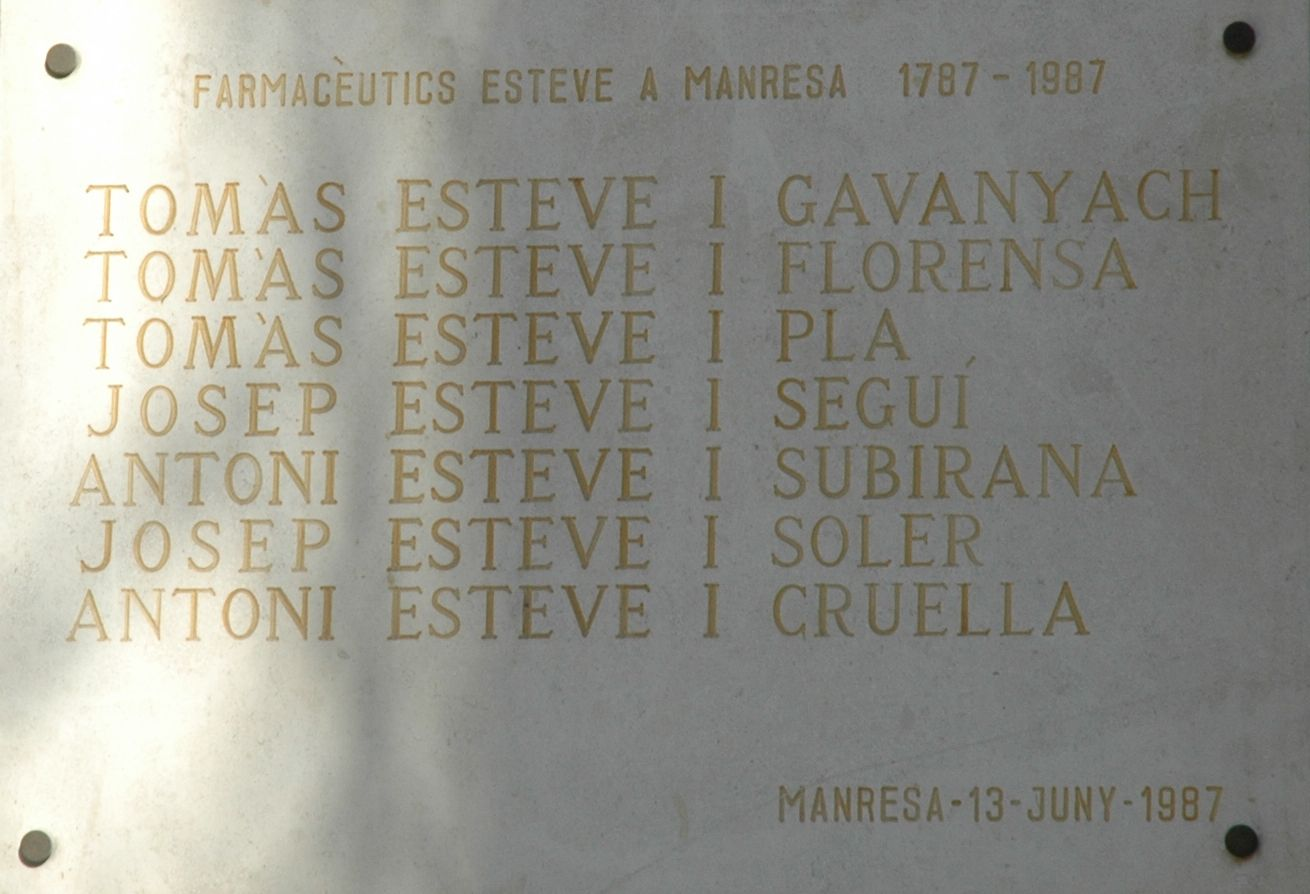
Placa a la Farmàcia Esteve de Manresa

Antoni Esteve i Subirana (Manresa, 1902 - Barcelona, 1979) fou un farmacèutic català. Seguint l'exemple del seu pare (Josep Esteve i Seguí) es va involucrar en la vida social, cultural i política del seu país, tot i que mai va acceptar cap càrrec públic. Va presidir nombroses acadèmies i societats de ciències a Catalunya i Balears, com la Societat Catalana de Ciències Físiques, Químiques i Matemàtiques (1959-1968), i fou membre de la Secció de Ciències de Institut d'Estudis Catalans. Formà part de la ponència d'estudi de l'estructura comarcal de Catalunya, creada el 1931, els treballs de la qual van determinar la divisió territorial de Catalunya de 1936. El 1931 fundà a Manresa els Laboratoris Esteve, on obtingué la vitamina D i la primera sulfamida de l'Estat espanyol.

## Inicis
Antoni Esteve i Subirana és la cinquena generació d'una llarga dinastia de farmacèutics iniciada l'any 1787 per Tomàs Esteve i Gabanyach a la farmàcia de la Plana de l'Om, on encara la podem trobar, regida per la setena generació Esteve.
Antoni Esteve es llicencià en Farmàcia a la Universitat de Barcelona l'any 1924 i se'n doctorà a Madrid durant el curs següent. En aquest moment, els seus plans eren escriure una tesi de química a Barcelona, però la mort inesperada del seu pare l'any 1927 l'obligà a fer de la farmàcia de Manresa una prioritat. En les seves Memòries escrigué: Jo no podia deixar la Farmàcia i les anàlisis que em permetien de guanyar-me la vida, al mateix temps que no abandonava a la meva mare. El primer pas era, doncs, mantenir el prestigi que havia donat el meu pare a la Farmàcia de la Plana.
Antoni Esteve començà molt aviat a preparar especialitats originals a la rebotiga de la seva farmàcia fins que, atesa la importància que va anar adquirint aquesta activitat, fundà el 1931 els Laboratoris Dr. Esteve, S.A., firma que començà amb diversos preparats vitamínics i que continuà amb el primer producte arsenical antisifilític i les primeres sulfamides que es fabricaren a Espanya.

## Exili
Durant la Guerra Civil, Antoni Esteve continuà a la farmàcia de Manresa, i el seu laboratori fou primordial en el proveïment de sulfamides pel tractament de les infeccions, ja que la importació d'aquest fàrmac des d'Alemanya era cada cop més difícil. Ell mateix relata: La nostra producció va ser sempre suficient, malgrat les dificultats per a obtenir les matèries primeres.
En finalitzar l'ocupació franquista de Catalunya, s'exilià a França durant un any i mig. Allà es rodejà de personatges destacats de la indústria farmacèutica del país i treballà en un laboratori prestigiós on el nomenaren "Chef du laboratoire de recherches" com a farmacèutic i "Ingénieur Chimiste Français - Membre actif 3ème échalon". L'avenç de les tropes alemanyes l'obligaren a anar Vertolaia i posteriorment a Perpinyà. Finalment, decidí tornar a Barcelona, on va ser sotmès a un judici per responsabilitats polítiques que finalment acabà amb la imposició d'una multa. En les seves Memòries deixà escrit: Durant l'any i mig que vaig estar a França, la meva família va ésser constantment molestada amb tota mena d'atacs per moltes de les noves autoritats instaurades a Manresa. Allunyat forçosament de tota activitat política i cultural, Antoni Esteve es va dedicar intensament al seu treball científic.

## El laboratori a Barcelona
Poc després de la Guerra Civil, el laboratori fou traslladat a Barcelona, on va ser impulsat i dirigit pel seu fundador i inicià una nova etapa que es va caracteritzar no només per l'expansió progressiva sinó també pel fet d'introduir al mercat especialitats farmacèutiques originals. El 1944 es va obtenir penicil·lina per primer cop a Espanya i, de fet, el Dr. Alexander Fleming, guardonat amb el Premi Nobel per haver descrit per primera vegada aquest antibiòtic, va visitar les instal·lacions d'Esteve en el seu viatge a Barcelona de l'any 1948. El 1952, la fabricació d'un nou antihemorràgic els va permetre l'expansió internacional de l'empresa, un fet excepcional en l'època a causa del règim franquista.
Aquest treball va ser el resultat d'una àmplia activitat investigadora en els terrenys de la química i la farmacologia que es va realitzar sota la direcció personal del Dr. Antoni Esteve, que es va saber envoltar d'un grup considerable d'especialistes en el terreny de les ciències biomèdiques, entre ells Antoni Oriol i Anguera, Josep Laporte i Salas, F. Regné de Otal, i el seu fill Josep Esteve i Soler.
L'any 1965, Antoni Esteve passà el càrrec de Director General dels Laboratoris al seu fill Josep Esteve i Soler, convençut de la necessitat de “sang nova i jove per marxar d'acord amb el progrés fulminant en que marxa el món”.
Morí a Barcelona el 1979, el mateix dia de la celebració del 50è aniversari de la fundació dels Laboratoris Esteve. Quatre anys més tard, la seva família va crear la Fundació Dr. Antoni Esteve per tal d'honrar públicament la seva memòria. Aquesta Fundació treballa amb objectiu prioritari estimular el progrés de la farmacoterapèutica mitjançant la comunicació i la discussió científica.

## Reconeixements
L'any 1934 li van concedir la medalla d'or al 8è Congrés de Metges i Biòlegs de Llengua Catalana.
Fou honorat i homenatjat per institucions acadèmiques internacionals. Va ser membre de nombroses societats científiques nacionals i estrangeres. Fou president de la Reial Acadèmia de Farmàcia; vicepresident de l'Acadèmia de Ciències Mèdiques de Catalunya i Balears; cofundador i vicepresident de la Societat Farmacèutica del Mediterrani Llatí i President de la Secció de Ciències de l'Institut d'Estudis Catalans. El 1949 fou nomenat Acadèmic corresponent de la "Real Academia de Farmacia" de Madrid i president de la Secció de Química-Farmacèutica del Congrés Internacional de Química Industrial, celebrat a Barcelona. L'any següent fou nomenat "Membre Correspondant Étranger de l'Académie de Pharmacie de Paris" i, posteriorment, "Chevalier de l'Ordre de la Santé Publique de France".

## Llegats
Antoni Esteve elaborà els primers compostos arsenicals orgànics, les primeres sulfamides i la primera penicil·lina a Espanya. A aquestes aportacions purament farmacèutiques, cal sumar-hi un llegat cultural: va ser autor de més d'un centenar de publicacions, i es va involucrar en diverses iniciatives de foment de la llengua i la cultura catalanes.